# 平田昇
平田 昇（ひらた のぼる、1885年（明治18年）12月1日 - 1958年（昭和33年）5月19日）は、日本の海軍軍人。最終階級は海軍中将。

## 経歴
1885年12月1日、東京で官僚平田東助の二男として生まれる。東京高等師範学校附属中学校（現・筑波大学附属中学校・高等学校）を経て、1906年11月、海軍兵学校（34期）を卒業、少尉候補生となる。1907年12月、海軍少尉任官。1912年12月、海軍水雷学校高等科を卒業。1915年12月13日、霧島分隊長に就任。1917年9月15日、海兵教官に就任。1918年12月1日、少尉に昇進し、海軍大学校甲種18期に入学。1920年11月、海大卒業。12月1日、第1艦隊参謀に就任。
1922年12月1日、中尉に昇進し、山階宮武彦王付武官に就任。1924年12月1日、「金剛」副長に就任。1925年12月1日、海軍省教育局第2課局員に就任。1927年12月、「韓崎」艦長に就任。1930年12月1日、「那智」艦長に就任。1933年11月、海軍少将に進級。1935年6月5日、侍従武官に就任。1937年12月、海軍中将に昇進。1939年11月15日、佐世保鎮守府司令長官に就任。1940年11月15日、第6艦隊司令長官に就任。
1941年7月31日、南遣艦隊司令長官に就任。太平洋戦争で予定されていた南方作戦の図上演習では、比島・蘭印方面の作戦を第二艦隊司令長官・近藤信竹中将、マレー方面は南遣艦隊司令長官・平田中将が指揮した際、作戦中しばしば両者が作戦協定を行うなど不便があったため、南方作戦を一指揮系統とすべきであるとの意見が出たが、近藤より先任の平田中将は南遣艦隊司令長官であり、南方作戦の最高指揮官となるには不都合な点が多かった。後に近藤より後任の小沢治三郎中将が平田と交代したため、近藤中将が南方作戦全部隊を指揮する指揮系統に改められた。
1941年10月18日、横須賀鎮守府司令長官に就任。12月、太平洋戦争勃発。1942年11月10日、軍事参議官に就任。1943年3月、予備役に編入。その後、帝国在郷軍人会副会長を勤めた。
1945年8月、終戦。平田は「開戦のときも終戦のときと同様におやり頂けたら宜しかった」とポツリと述べ、その言葉を聞いた昭和天皇は「平田は日本の憲法を知らんよ」と述べたという。
1947年（昭和22年）11月28日、公職追放仮指定を受けた。
1949年（昭和24年）5月24日、昭和天皇が佐世保市に行幸（昭和天皇の戦後巡幸）した際には、御泊所の山水楼を訪問して天皇と歓談。その後は、神奈川県逗子市に居を移し、1950年（昭和25年）8月25日には、葉山御用邸沖合で行われた昭和天皇の海洋生物採集活動に随伴するなど、しばしば御機嫌奉伺のため参邸した。1958年（昭和33年）5月19日、死去。死去にあたり祭粢料を賜り、また、別に菓子を賜った。

## 親族
妻・平田友子は大審院判事鶴見守義の娘。

## 栄典
- 1937年（昭和12年）12月15日 - 従四位
- 1939年（昭和14年）12月28日 - 正四位